# Harda
Harda (hindi : हरदा) est une ville indienne située dans le district de Harda dans l'État du Madhya Pradesh. En 2001, sa population était de 61 712 habitants.

## Traduction
- (en) Cet article est partiellement ou en totalité issu de l’article de Wikipédia en anglais intitulé « Harda » (voir la liste des auteurs).